# Rokytnice nad Rokytnou
Rokytnice nad Rokytnou (do roku 1921 Roketnice, starší názvy též Rokitnicea, Rokitel, Rotigl, Rokitnicze, německy Roketnitz) je městys v okrese Třebíč v Kraji Vysočina. Leží asi dvanáct kilometrů jihozápadně od Třebíče. Žije zde 835 obyvatel. Obec je součástí Mikroregionu Podhůří Mařenky. Rokytnicí protéká řeka Rokytná, na západě zhruba 200 metrů od posledních domů ve vsi se nachází televizní vysílač. Obec je součástí geomorfologického celku Stařečská pahorkatina, nedaleko obce se nachází i výrazný vrchol Zadní hora.
Sousedními obcemi sídla jsou Chlístov, Kojetice, Stařeč, Štěměchy, Čáslavice, Mastník, Markvartice a Římov.

## Geografie
Podél severního okraje území obce prochází ze západu na východ přes území obce silnice I/23 z Předína a Štěměch do Třebíče, ze západu na východ pak přes území obce prochází silnice II/410 z Římova do Čechočovic. Ze zastavěného území obce severně vychází silnice do osady Veverka a do Chlístova, z této silnice pak západně vychází užitková silnice k Adrenalin parku Březová, ze zastavěného území obce pak severně vychází i silnice do Markvartic. Jižně ze zastavěného území obce pak vede silnice pod zámek Sádek a ke Kojeticím. Přes území obce prochází cyklostezka 5217, přes jihovýchodní území obce pak i cyklostezka 5103. Přes území obce prochází modrá turistická trasa a na jihovýchodním okraji i žlutá turistická trasa – Třebíčský okruh. 
Většina území obce je využívána zemědělsky, zalesněná je jen malá oblast na severním okraji zastavěného území obce, větší les se nachází u cesty do Adrenalin parku Březová a větší lesní porost se nachází na jihovýchodním okraji území obce na svazích Horní hory. Na západním okraji zastavěného území obce se nachází průmyslový areál Horáckého kovodružstva, na jižním pak velká fotovoltaická elektrárna a areál bývalého JZD, kde působí několik zemědělských i výrobních společností. 
Část severní hranice území obce je tvořena řekou Rokytnou, ta ostatně na severní hranici území obce pramení, dále teče jižně, severně od zastavěného území obce protéká malým rybníkem a přes zastavěné území obce teče zatrubněna, jižně od zastavěného území obce do ní přitéká nepojmenovaný potok a dále i Široký potok, po asi 60 kilometrech ústí u Ivančic do Jihlavy. Široký potok pramení na východním okraji území obce, tvoří část východní hranice území obce a pak se vlévá do Rokytné. Část západní hranice území obce tvoří potok Římovka, ten pramení asi 4 km severně a dál teče jižně, kde se asi po 7 kilometrech vlévá do Rokytné. Na severním okraji zastavěného území obce se nachází rybník a v jeho těsné blízkosti uměle vybudované koupaliště. 
Území obce je mírně kopcovité, severní část obce dosahuje přibližně 550 metrů nad mořem, jihovýchodní okraj území obce v údolí Rokytné pod kopcem Sádek klesá až k 500 metrům nad mořem. Těsně za východní hranicí území obce se nachází Zadní hora (634 m), Horní hora (583 m), kopec Čichna (538 m) a kopec Sádek se zámkem (564 m). 
Zastavěné území obce se nachází téměř uprostřed území obce, na jižním okraji se nachází velké JZD, na severním okraji území obce u silnice I/23 se nachází osada Veverka. Těsně za západní hranicí se nachází někdejší samota Na Březové, kde se nachází Adrenalin Park Březová. V lese na východním okraji území se nachází několik chat a těsně za jihovýchodním okrajem území se nachází zámek Sádek.

## Historie
První písemná zmínka o obci pochází z roku 1190 (Rokitnicea), kdy obec byla zmíněna v zakládací listině kláštera Louka u Znojma, ta byla vydána knížetem Konrádem II. Otou. Zřejmě v tu dobu byl v obci založen i kostel, v roce 1200 je kostel již v listině olomouckého biskupa zmiňován jako jeden z 8 podřízených kostelů louckému klášteru. Rokytnice byla zřejmě dvůr či soustava dvorů, ty později zanikly, kdy se to stalo, to není známo.
V roce 1349 existovaly dva dvory s názvy Malá Roketnice a Druhá malá Roketnice, ty v tomto roce prodal Štěpán ze Sádku Jimramovi a Filipovi z Jakubova. Roku 1327 však byla ves Rokytnice (stále v majetku louckého kláštera) spolu s Pokojovicemi vyměněna za Načeratice, novými majiteli byli Hartleb a Gerard z Heraltic. Heraltičtí posléze vymřeli a tak nastal spor mezi louckým klášterem a Filipem z Lechotic, kde opat kláštera chtěl dosáhnout navrácení vesnic do majetku kláštera. V roce 1386 pak arcibiskup Jan z Jenštejna rozhodl, že majetky se vrátí louckému klášteru. S tímto rozhodnutím nesouhlasili dědici Heraltických a ani mnozí občané Rokytnice, ale ti byli varování a případně exkomunikování z církve, to pak bylo zrušeno a loucký klášter nabyl obě vesnice až v roce 1392, kdy také musel vyplatit Heraltickým peněžitou náhradu.
V 16. století byla Rokytnice zakoupena Jetřichem Potštátským z Prusinovic a Rokytnice, ten roku 1575 zemřel a Rokytnici od jeho dědiců zakoupil Maxmilián Cois z Rožmitálu. Později však opět získal klášter Rokytnici zpět. Roku 1663 byly Rokytnice, Pokojovice a Vísky prodány Danielovi Pachtovi z Rájova na Ronšperku a ten pak Rokytnici v roce 1667 prodal znojemskému hejtmanovi Rudolfovi Václavovi Závišovi z Osenic, ten se přestěhoval do mlýna ve Vískách. V roce 1694 byl blízký hrad Sádek zasažen bleskem, vyhořel a posléze byl přestavěn do jeho dnešní podoby. Roku 1695 pak majitel hradu Sádek Bohumír Antonín z Walldorfu od vdovy po Závišovi z Osenic odkoupil Rokytnici.
V roce 1750 byla vystavěna nová kostelní věž u kostela Narození svatého Jana Křtitele, v tomtéž roce byly také vysvěceny zvony. V roce 1756 pak byly postaveny schody ke kostelu a na ně umístěno 8 kamenných soch. O čtyři roky později pak byl kostel i výrazně přestaven, kolem roku 1760 pak byl od kostela přemístěn hřbitov na jeho nynější místo. Roku 1761 pak farář Jan Paleček nechal postavit sochu sv. Jana Nepomuckého na návsi. Roku 1777 kostel a fara vyhořely, ale interiér kostela zůstal nepoškozen a tak byla fara opravena na náklady faráře Františka Bystřického, ten také pořídil 3 zvony. Roku 1784 byl z podnětu Josefa II. zrušen loucký klášter. Roku 1796 vymřel rod majitelů hradu Sádek Walldorfů a jejich majetek zdědil František Kajetán Chorinský, který se s manželkou usídlil na hradě Sádek.
V roce 1861 pak byla vystavena nová budova školy a v roce 1866 učitel školy zřídil sbor dobrovolných hasičů. Škola pak byla roku 1881 opravena a o rok později byla rozšířena na trojtřídní. V roce 1906 byla postavena silnice od nádraží ve Starči do Rokytnici a Želetavy. Roku 1917 byly rekvírovány dva ze tří zvonů z roku 1777, nové byly pořízeny v roce 1929 a nejstarší malý z roku 1777 byl prodán do Telče. Tyto zvony pak byly v roce 1942 rekvírovány.
V roce 1919 byl ve vsi založen Sokol, a později i Orel, roku 1923 byla postavena sokolovna a roku 1927 pak Orlovna. V roce 1941 byl také založen fotbalový klub SK Rokytnice nad Rokytnou. Po skončení druhé světové války bylo roku 1949 založeno ve vsi JZD a roku 1950 bylo založeno sítařské družstvo Sitona, to bylo v roce 1962 sloučeno do Horáckého autodružstva v Třebíči. V roce 1962 byl vybudován nový hostinec a také postaveno fotbalové hřiště, roku 1965 pak byla otevřena mateřská škola v nové budově. Roku 1970 pak byly vyasfaltovány cesty v obci, roku 1972 byla v obci vybudována kanalizace, o rok později začalo zaklenutí Rokytné, to bylo dokončeno v roce 1978, současně s tím byla rozšířena náves obce. V roce 1975 bylo také otevřeno koupaliště. Roku 1988 bylo ve vsi postaveno zdravotní středisko a dům služeb.
Po sametové revoluci byla roku v letech 1990–1992 postavena nová budova obecního úřadu. Roku 1997 byl ve vsi rozveden vodovod a mezi lety 1998 a 2000 byla obec plynofikována. V roce 2003 získala obec právo používat znak a prapor a v témže roce byla zřízena základní škola v obci. Dne 23. ledna 2009 byl obci obnoven status městyse.
V roce 2021 byla v městysi postavena mateřská škola a rekonstruována základní škola.
Do roku 1849 patřila Rokytnice nad Rokytnou do sádeckého panství, od roku 1850 patřila do okresu Jihlava, pak od roku 1855 do okresu Třebíč. Mezi lety 1980 a 1990 byly součástí obce Markvartice a Chlístov ty se osamostatnily v roce 1990.

## Obyvatelstvo
| Rok            | 1869 | 1880 | 1890 | 1900 | 1910 | 1921 | 1930 | 1950 | 1961 | 1970 | 1980 | 1991 | 2001 | 2011 | 2021 |
| -------------- | ---- | ---- | ---- | ---- | ---- | ---- | ---- | ---- | ---- | ---- | ---- | ---- | ---- | ---- | ---- |
| Počet obyvatel | 667  | 704  | 726  | 713  | 696  | 705  | 767  | 822  | 928  | 863  | 916  | 875  | 870  | 876  | 817  |
| Počet domů     | 97   | 103  | 107  | 110  | 113  | 125  | 171  | 207  | 210  | 214  | 219  | 250  | 267  | 275  | 293  |

## Správa městyse

### Symboly městyse
Znak a vlajka byly městysi uděleny rozhodnutím předsedy Poslanecké sněmovny Parlamentu České republiky dne 9. prosince 2002.

## Politika

### Volby do Poslanecké sněmovny
|       | 2006                | 2010                | 2013                | 2017                | 2021                |
| ----- | ------------------- | ------------------- | ------------------- | ------------------- | ------------------- |
| 1.    | ČSSD (34,98 %)      | ČSSD (23,89 %)      | KDU-ČSL (30,93 %)   | ANO (27,4 %)        | SPOLU (33,58 %)     |
| 2.    | KDU-ČSL (22,52 %)   | KSČM (22,01 %)      | KSČM (22,95 %)      | KDU-ČSL (21,26 %)   | ANO (27,61 %)       |
| 3.    | KSČM (21,14 %)      | KDU-ČSL (19,7 %)    | ČSSD (19,76 %)      | KSČM (11,65 %)      | Piráti+STAN (8,2 %) |
| účast | 75,04 % (508 z 677) | 66,76 % (478 z 716) | 70,07 % (501 z 715) | 70,50 % (490 z 695) | 78,12 % (539 z 690) |

### Volby do krajského zastupitelstva
|      | 1.                | 2.                | 3.                           | účast               |
| ---- | ----------------- | ----------------- | ---------------------------- | ------------------- |
| 2000 | 4KOALICE (36,1 %) | KSČM (28,88 %)    | Prosperita Vysočiny (9,38 %) | 44,49 % (295 z 663) |
| 2004 | KDU-ČSL (39,01 %) | KSČM (34,08 %)    | ČSSD (12,1 %)                | 33,43 % (224 z 670) |
| 2008 | ČSSD (29,58 %)    | KSČM (26,33 %)    | KDU-ČSL (23,66 %)            | 48,71 % (341 z 700) |
| 2012 | KSČM (28,65 %)    | KDU-ČSL (28,36 %) | ČSSD (19,88 %)               | 51,4 % (366 z 716)  |
| 2016 | KDU-ČSL (34,06 %) | KSČM (16,08 %)    | ANO 2011 (15,45 %)           | 44,54 % (318 z 714) |
| 2020 | KDU-ČSL (33,23 %) | ANO (20,73 %)     | KSČM (8,53 %)                | 48,11 % (331 z 688) |
| 2024 | ANO (38,05 %)     | KDU-ČSL (27,23 %) | ČSNS+KSČM+ČSSD (11,19 %)     | 39,48 % (271 z 689) |

### Prezidentské volby
V prvním kole prezidentských voleb v roce 2013 první místo obsadil Miloš Zeman (171 hlasů), druhé místo obsadil Zuzana Roithová (87 hlasů) a třetí místo obsadil Jiří Dienstbier (66 hlasů). Volební účast byla 65,17 %, tj. 464 ze 712 oprávněných voličů. V druhém kole prezidentských voleb v roce 2013 první místo obsadil Miloš Zeman (310 hlasů) a druhé místo obsadil Karel Schwarzenberg (170 hlasů). Volební účast byla 68,75 %, tj. 484 ze 704 oprávněných voličů.
V prvním kole prezidentských voleb v roce 2018 první místo obsadil Miloš Zeman (239 hlasů), druhé místo obsadil Pavel Fischer (128 hlasů) a třetí místo obsadil Jiří Drahoš (79 hlasů). Volební účast byla 71,71 %, tj. 502 ze 700 oprávněných voličů. V druhém kole prezidentských voleb v roce 2018 první místo obsadil Miloš Zeman (315 hlasů) a druhé místo obsadil Jiří Drahoš (227 hlasů). Volební účast byla 77,38 %, tj. 544 ze 703 oprávněných voličů.
V prvním kole prezidentských voleb v roce 2023 první místo obsadil Andrej Babiš (199 hlasů), druhé místo obsadil Petr Pavel (171 hlasů) a třetí místo obsadila Danuše Nerudová (75 hlasů). Volební účast byla 77,86 %, tj. 538 ze 691 oprávněných voličů. V druhém kole prezidentských voleb v roce 2023 první místo obsadil Petr Pavel (326 hlasů) a druhé místo obsadil Andrej Babiš (241 hlasů). Volební účast byla 83,07 %, tj. 569 ze 685 oprávněných voličů.

## Doprava
Nejdůležitější cestou, která spojuje Rokytnici s blízkou Starčí a také s městem Třebíčí je silnice II/410, která v jižním směru pokračuje až do Želetavy, kde se napojuje na mezinárodní silnice I/38 z Vídně do Prahy. K této silnici se v obci připojuje z jihovýchodu od Sádku silnice II/4107 a směrem na severozápad vychází z vesnice komunikace III/4056 spojující obec se silnicí I/23, se kterou se tato cesta kříží v přidružené osadě Veverka. Vesnicí prochází cyklotrasa č. 5217.

## Pamětihodnosti
- Kostel Narození svatého Jana Křtitele
- Schody ke kostelu se sochami (panny Marie Imacculaty, svatého Františka z Assisi, svatého Františka z Pauly, svatého Josefa, svatého Karla Boromejského, svatého Pavla, svatého Petra, svatého Šebestiána)
- Fara
- Socha svatého Jana Nepomuckého
- Socha svatého Jana Zlatoústého
- Pamětní deska Janu Bulovi na chodbě fary[32]
- Pamětní deska Janu Bulovi z projektu Poslední místa na budově fary[33]

## Osobnosti
- Antonín Novák, starosta a zastupitel
- Ladislav Furman (1883–1953), pedagog, mineralog
- Josef Herbrych (* 1963), politik, zastupitel a starosta Rokytnice nad Rokytnou
- Antonín Hobza (1876–1954), český právník a vysokoškolský profesor
- František Hobza (1892–?), legionář
- Jaroslav Machovec (1926–2013), profesor sadovnictví a květinářství
- Drahoslav Němec (1931–1951), odbojář
- František Nováček (1889–1942), legionář[34]
- Ladislav Vláčil (1916–?), interbrigadista
- Jaroslav Žák (1931–2002), esperantista

## Galerie

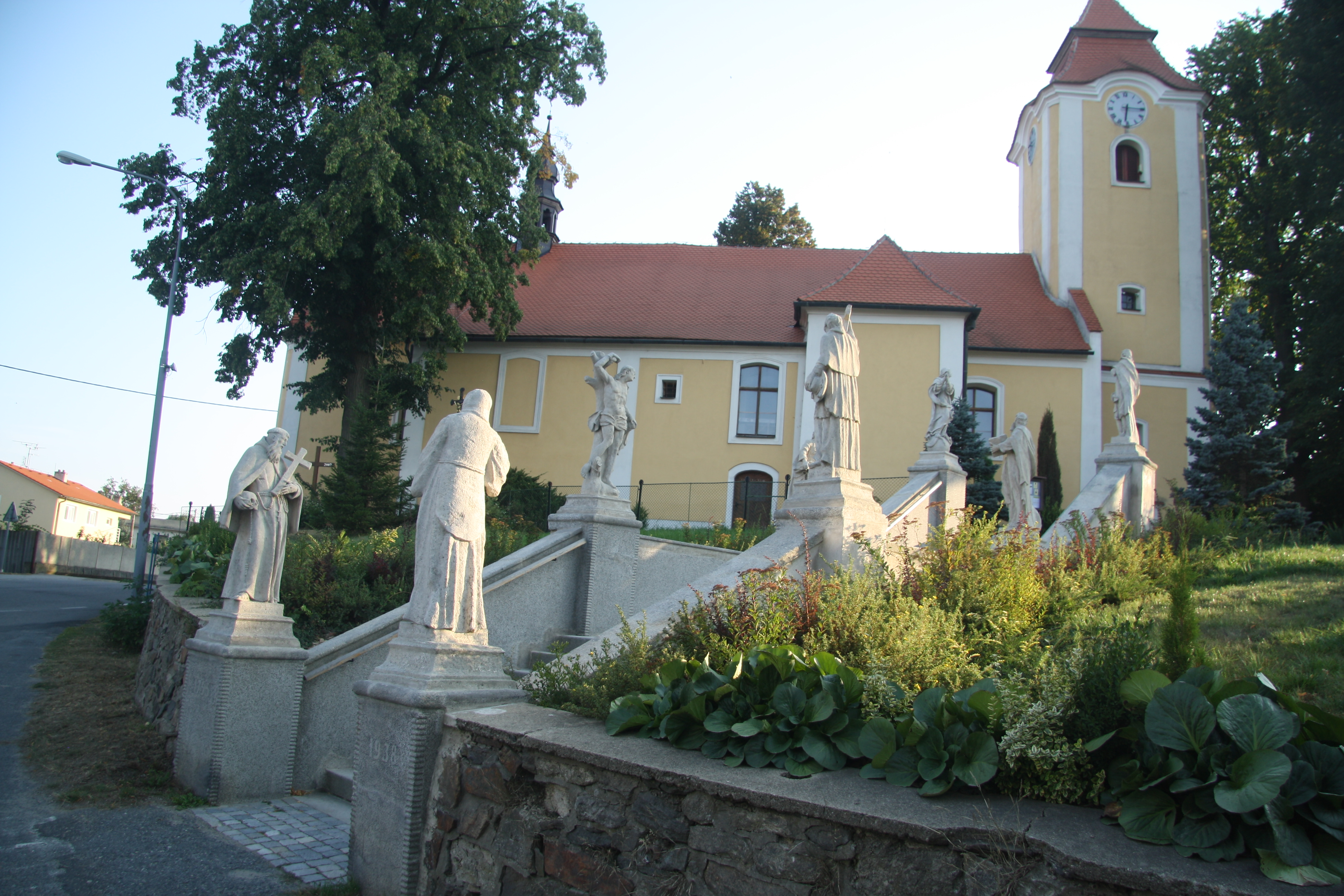
Kostel Narození svatého Jana Křtitele
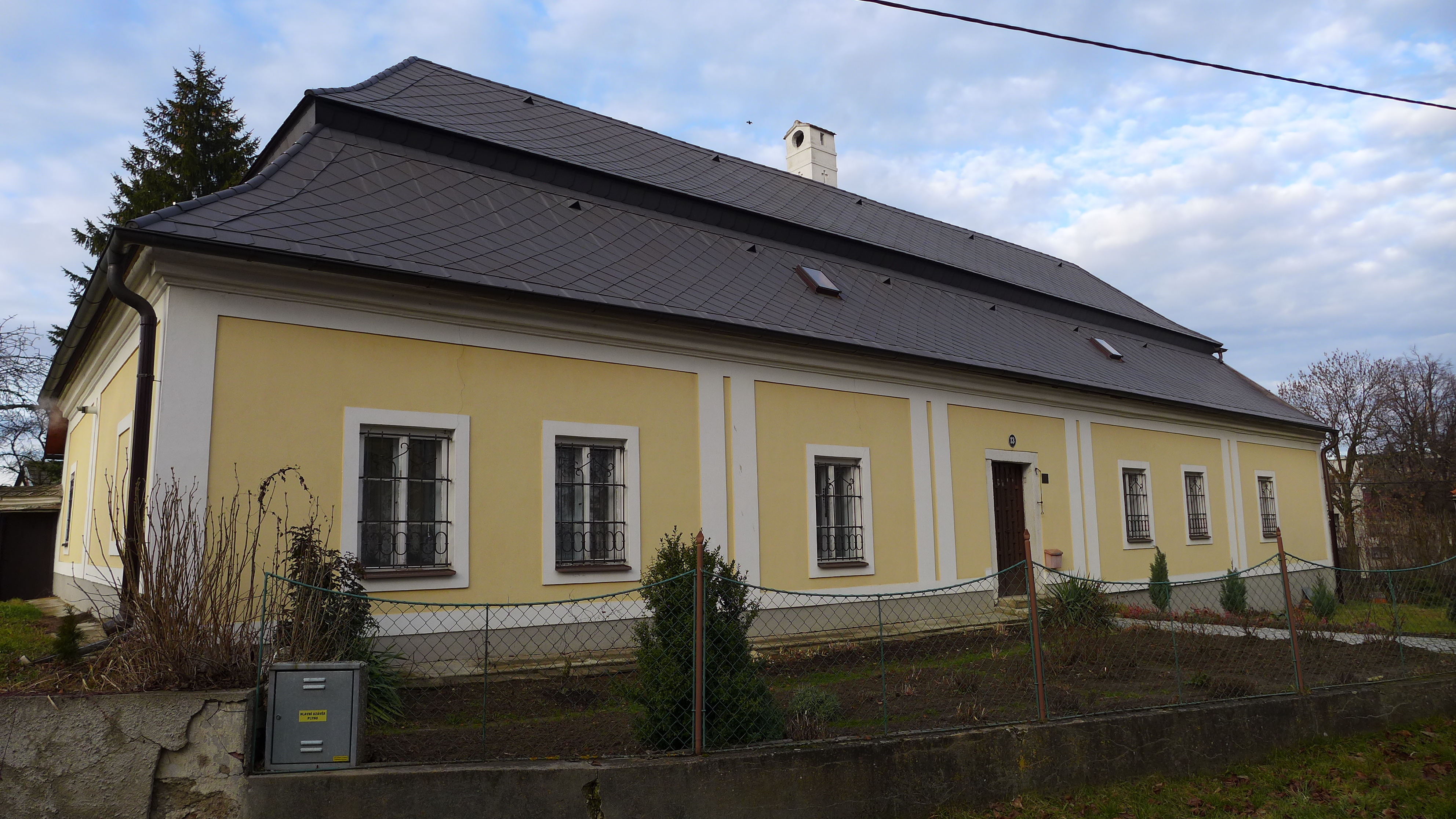
Fara
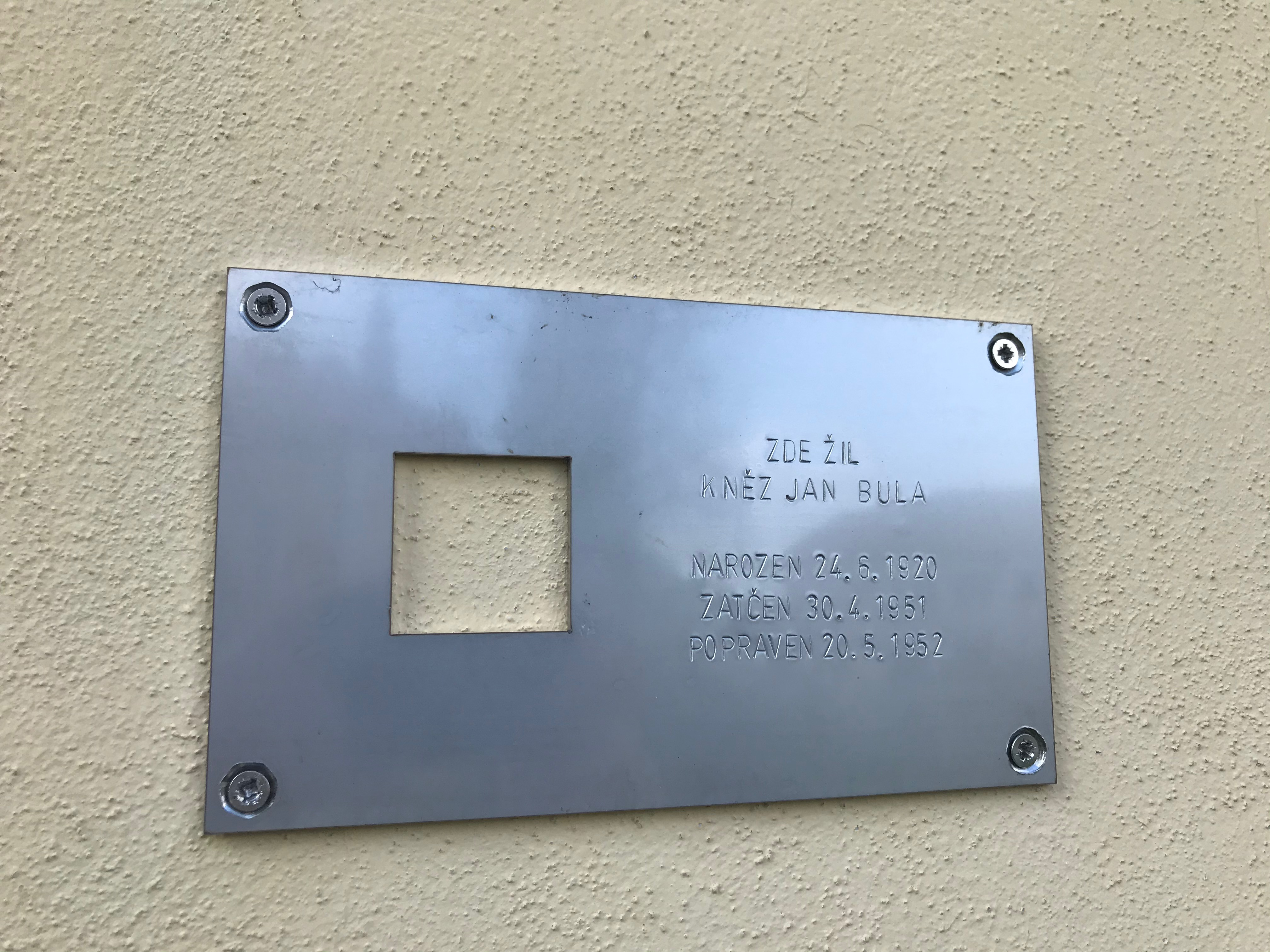
Pamětní deska sb. Jana Buly na budově fary
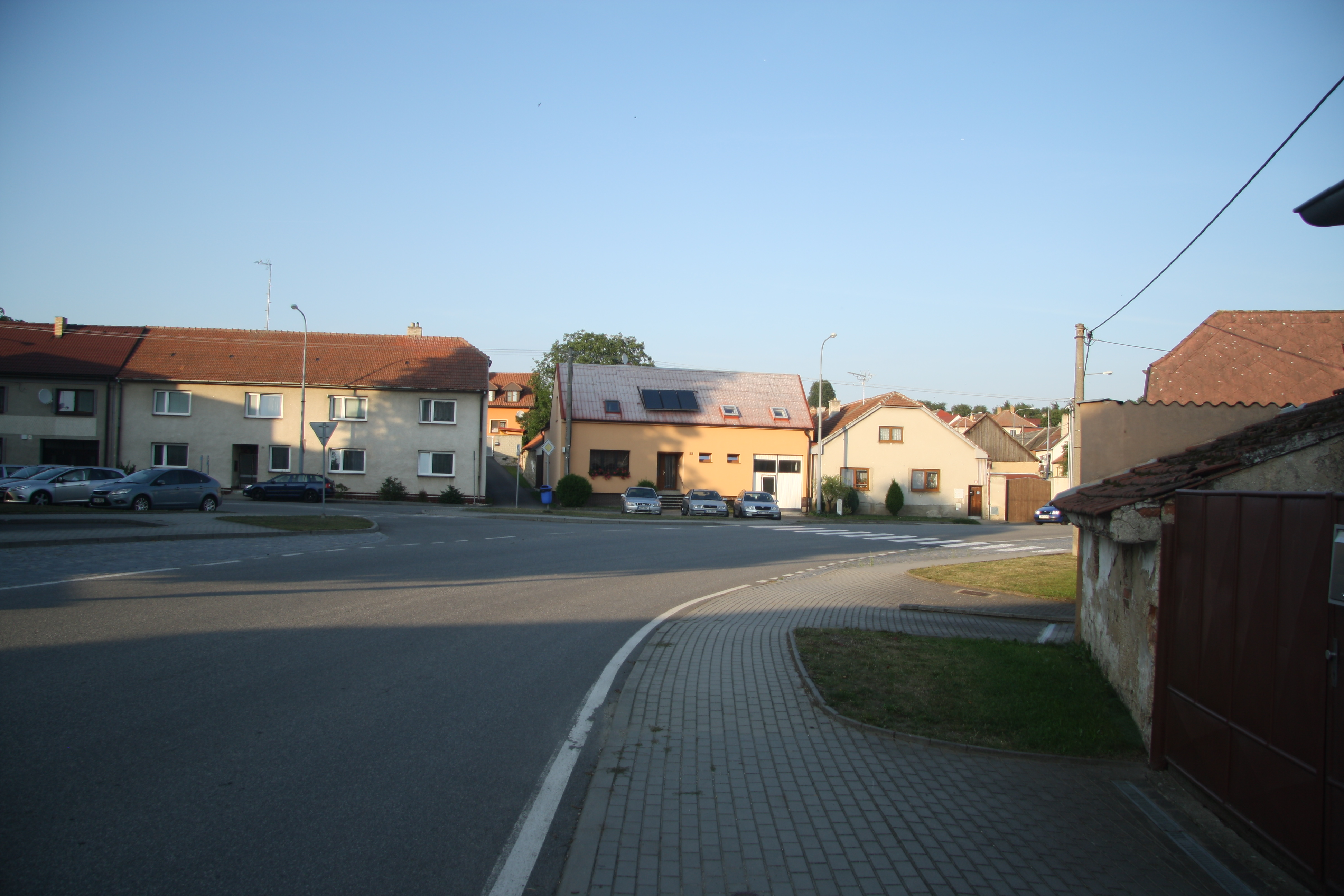
Hlavní ulice
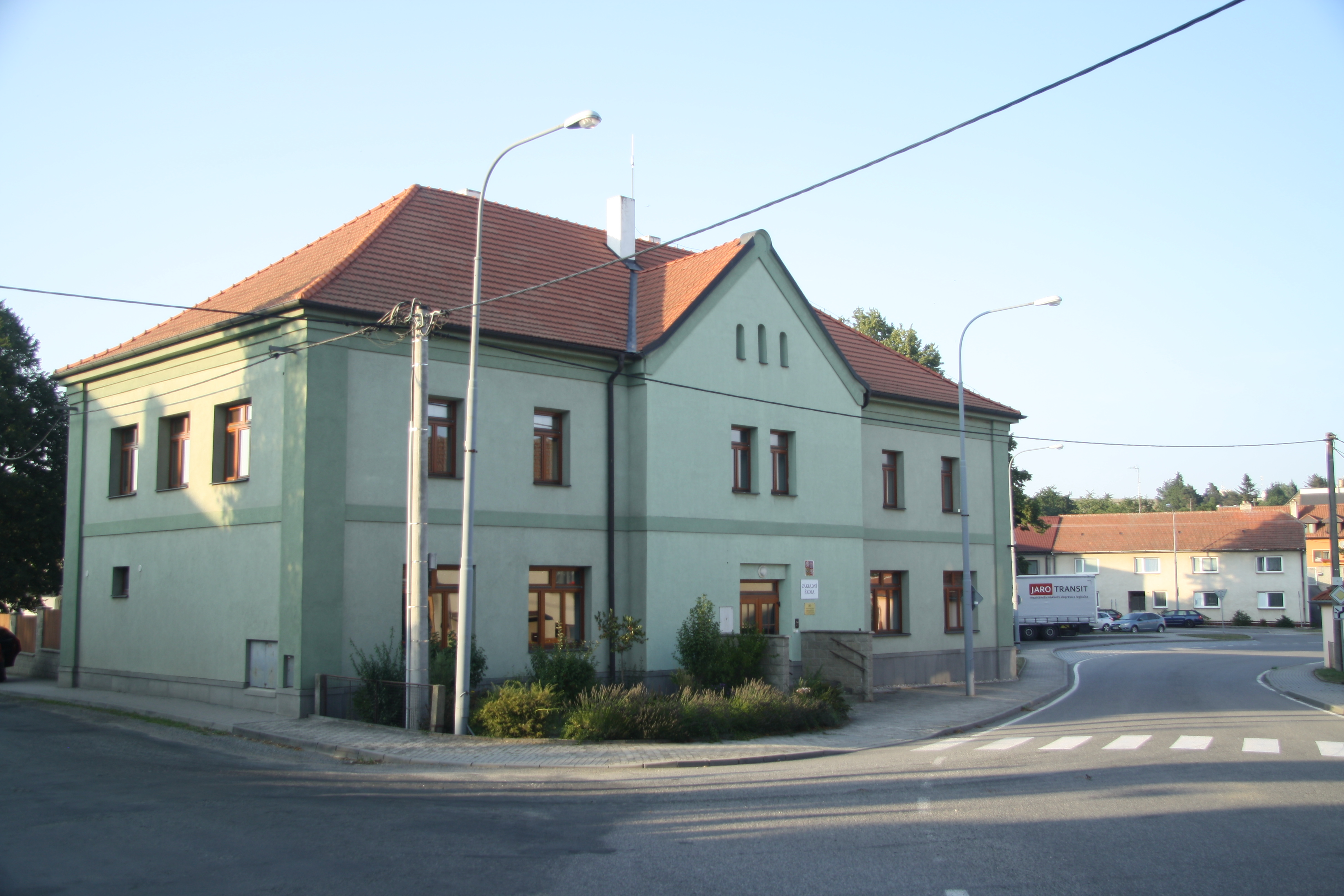
Škola